# 김영심 (1973년)
김영심(한국 한자: 金永心, 1973년 8월 16일 ~ )은 대한민국의 제9대 제주특별자치도의원이었다.

## 학력
- 제주서국민학교 (졸업)
- 제주동여자중학교 (졸업)
- 제주중앙여자고등학교 (졸업)
- 제주대학교 사학과 (졸업)

## 경력
- 용담2동 주민자치위원회 자문위원
- 용담2동 적십자봉사회 자문위원
- 제주지속가능 발전포럼 간사
- 제주복지공동체포럼 회원
- 전국축협노조 제주양봉축협지 지부장
- 민주노총 제주본부 부본부장
- 제주대학교 인문대학 학생회장
- 용마·성화·어영마을 항공소음피해대책위원회 위원
- 4·3유족회 중부지회 자문위원
- 작은예수의집 운영위원
- 제주서초등학교 운영위원장
- 무궁화아카데미 운영위원
- 소상공인지원위원회 위원
- 유네스코등록유산 관리위원회 위원
- 사랑의 장기기증운동본부 홍보대사
- 2014.03.04 통합진보당 탈당
- 더불어민주당 정책위 부의장
- 더불어민주당 제주도당 부위원장
- 4·3희생자 유족회 평화합창단 총무
- 제주대학교 사범대학부설중학교 운영위원장
- 용담2동 용마마을회 총무
- 성균관유도회 제주지부 총무
- 문재인 선거대책위원회 정책특보
- 2010.07 ~ 2014.06 제9대 제주특별자치도의회 의원
- 2010.07 ~ 2012.07 제9대 제주특별자치도의회 아동청소년 안전한 사회만들기 특별위원회 간사
- 2012.07 ~ 2014.06 제9대 제주특별자치도의회 후반기 교육위원회 위원

## 수상
- 여성 지방의원 우수 의정활동 우수상

## 역대 선거 결과
|  | 11.15% |

|  | 15.64% |

|  | 49.62% |